# Вече (журнал)
«Вече» — самиздатский журнал православно-патриотического содержания (позиционировался авторами как «русский неподцензурный машинописный православный патриотический журнал»); журнал русских националистов. Издавался в СССР в 1971—1974 годах. Журнал выходил примерно каждые три месяца, с тиражом 50—100 экземпляров (точное число определить затруднительно, так как он распространялся самиздатом). Объём номера составлял около 300 страниц. Всего вышло 10 номеров.
С 1981 года в Мюнхене Российским национальным объединением в ФРГ ежеквартально издается «независимый русский альманах» «Вече» (тамиздат).
С 1994 издается Санкт-Петербургским государственным университетом.
Основателем и главным редактором журнала был русский историк и диссидент Владимир Николаевич Осипов. Среди постоянных авторов журнала были московский священник Дмитрий Дудко, писатели Леонид Бородин, публицисты Геннадий Шиманов, Анатолий Иванов (под псевдонимом В. Скуратов), Светлана Мельникова, Михаил Кудрявцев, Михаил Антонов. Большой вклад в издание журнала внесла Адель Найденович, которая тогда являлась супругой Владимира Осипова.
В одном из номеров было впервые опубликовано эссе Венедикта Ерофеева о Василии Розанове «Розанов глазами эксцентрика».
Материалы нескольких номеров журнала «Вече» были переизданы за границей издательством «Посев» в серии «Вольное слово».